# Buchhandlung Pirngruber

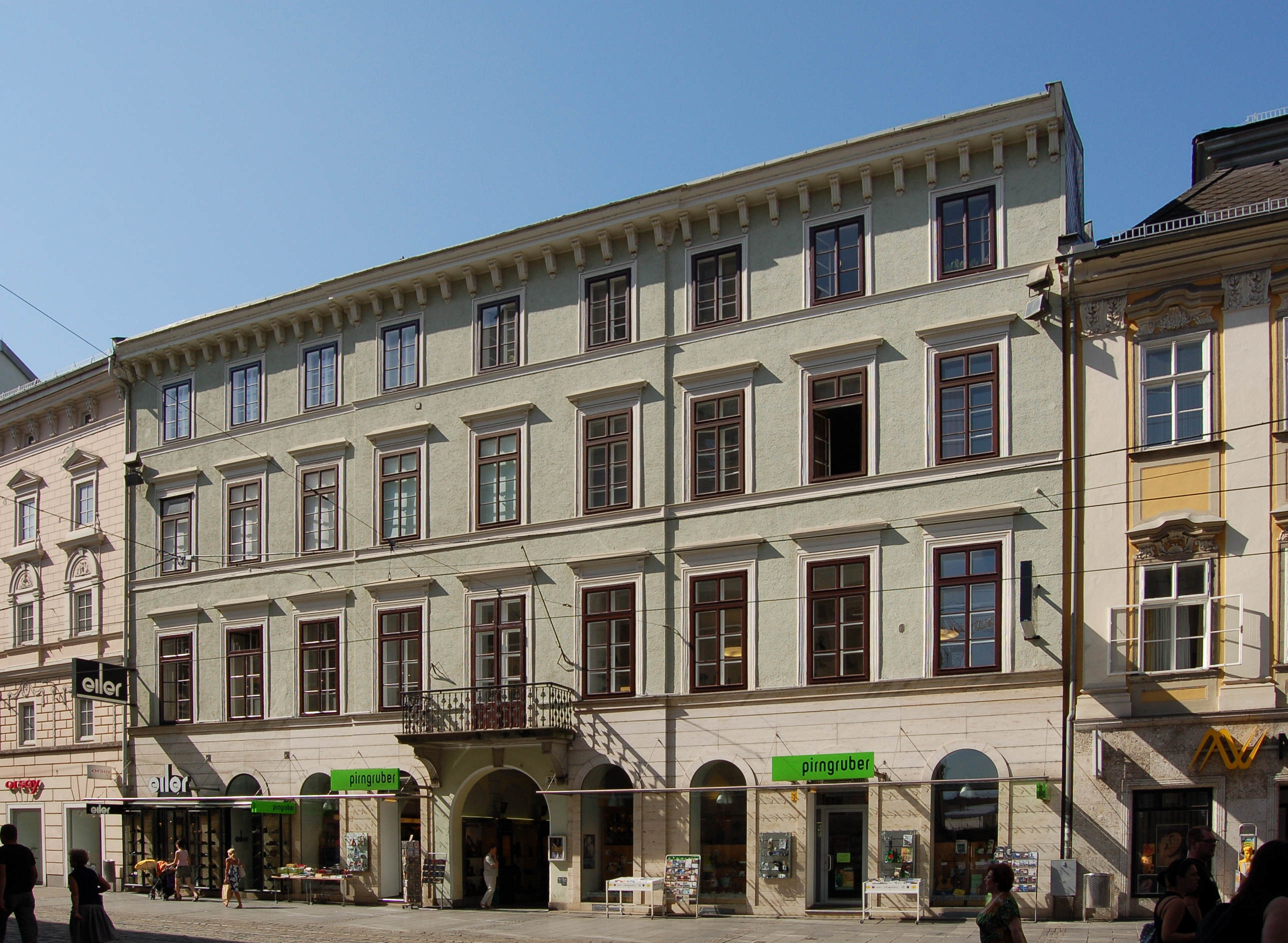
Pirngruber an der Landstraße 34 in Linz (2011)

Die Buchhandlung Pirngruber war eine österreichische Buchhandlung mit Sitz in der oberösterreichischen Landeshauptstadt Linz, deren Geschichte auf das Jahr 1776 zurückgeht und die bis 31. Jänner 2017 existierte.
Zur heutigen Zeit war die Buchhandlung auch unter dem Namen Kulturkaufhaus Pirngruber oder einfach nur unter dem Familiennamen Pirngruber bekannt. Neben dem ursprünglichen Erwerb von Büchern konnte man auch Musikinstrumente, Noten, CDs und diverse weitere Artikel erwerben. Weiters fungierte das Unternehmen auch als Kartenbüro.

## Geschichte
Die Geschichte des Unternehmens geht bis ins Ende des 18. Jahrhunderts zurück. Nach der Gründung im Jahre 1776 avancierte die Buchhandlung zu einem der erfolgreichsten Kaufhäuser von Linz. Im Jahre 1859 war die Buchhandlung unter anderem eines der Gründungsmitglieder des Hauptverbandes des österreichischen Buchhandels. Vor allem ab dem Jahre 1905, als Richard Pirngruber, der unter anderem mit der Lehrlingsausbildung von Hermann Hesse betraut war, das Geschäft auf der Linzer Landstraße gegenüber der Karmelitenkirche als Fürstlich Schaumburg-Lippische Hofbuchhandlung R. Pirngruber eröffnete, kam auch der Erfolg. Erst durch seine Führung wurde das Kaufhaus zu einer Institution und einem Traditionskaufhaus in der oberösterreichischen Landeshauptstadt. Bereits zur damaligen Zeit wurden hier neben Büchern auch Kunstdrucke, Musikalien und Keramiken angeboten. Die dazugehörige Konzertdirektion veranstaltete an die 300 Konzerte, womit Richard Pirngruber auch eine wichtige Rolle im Linzer Kulturleben spielte.
Auch bei Verlagstätigkeiten war Pirngruber nicht minder erfolgreich. So erschienen über den dazugehörigen Verlag diverse Werke vornehmlich österreichischer Künstler und Schriftsteller. Im Jahre 1960 wurde die bisherige Keramikabteilung durch eine Schallplattenabteilung abgelöst, die im Jahre 1968 durch die damaligen Besitzer, Alfred und Luise Pirngruber, um ein Sortiment an Musikinstrumenten erweitert wurde. Dies war dabei ein besonderes Anliegen von Alfred Pirngruber (* 1929), der selbst ein begeisterter Musiker, unter anderem am Akkordeon, ist. 1976 veröffentlichte Herbert Polesny, Geschäftsführer der Buchhandlung und Lehrer in der Kaufmännischen Berufsschule Linz, zum 200-jährigen Bestand der Buchhandlung das Buch 200 Jahre R. Pirngruber Linz 1776–1976. Eine Buchhandlung im Kulturleben der Stadt.
Ab 1970 übernahm die Tochter Johanna Pirngruber die Schallplattenabteilung und ab 1992 auch die City-Disc-Filiale in Linz. Diese wurde im Jahre 1986 als zweites CD-Spezialgeschäft Österreichs eröffnet. Im Jahre 1999 übernahm Johanna Pirngruber auch den elterlichen Betrieb in der Landstraße und integrierte, nach einer umfassenden baulichen Adaptierung, die Filiale ebendort. Dabei wurde das nichtprotokollierte Einzelunternehmen Johanna Pirngruber mit Sitz in der Betlehemstraße 1 in 4020 Linz in das elterliche Unternehmen eingebracht, woraufhin der Vater in den Ruhestand ging und als Inhaber aus dem Unternehmen schied. 2009 wurde unter anderem noch eine zusätzliche neue Buchabteilung eröffnet.
Nachdem im Juli 2016 auch Johanna Pirngruber 60-jährig in den Ruhestand gegangen war, wurde das Unternehmen noch bis zum 31. Jänner 2017 weitergeführt, ehe es gänzlich geschlossen wurde. Als Gründe wurden neben dem Pensionsantritt der Inhaberin auch der, vor allem durch die Konkurrenz und Online-Shops bedingte Umsatzrückgänge angegeben. Dabei habe sich allein der Umsatz in der CD-Abteilung in den vergangenen zehn Jahren halbiert. Wie ihr Vater, ist auch Tochter Johanna Pirngruber eine begeisterte Musikerin, die vor allem als Klavier- und Cellospielerin aktiv ist. Während der Großteil des Unternehmens geschlossen wurde, übersiedelte das Kartenbüro mit 9. Jänner 2017 zur Veritas-Buchhandlung an die Linzer Harrachstraße.